# Дом-музей Самеда Вургуна (Баку)
Дом Музей Самед Вургуна — музей азербайджанского поэта, драматурга, ученого, общественного деятеля, двукратного лауреата Государственной премии Самед Вургуна (1906—1956), являющийся первым мемориальным музеем, созданным в Азербайджане для увековечивания памяти писателей и композиторов. Музей находится под контролем Министерства культуры и Ассоциации туризма Азербайджана.

## История музея
Дом-музей Самеда Вургуна был открыт в октябре 1975 года по инициативе первого секретаря ЦК Компартии Азербайджанской ССР Гейдара Алиева в соответствии с решением правительства от 1974 года.
В 1976 году в селе Юхары Салахлы (Верхние Салахлы) был создан филиал музея «Дом поэзии Самеда Вургуна».
В 2004 году Президент Ильхам Алиев дал поручения о капитальном ремонте и реконструкции «Дома поэзии». 9 февраля 2011 года состоялось открытие реконструированного «Дома поэзии» Самеда Вургуна в городе Газах.
13 декабря 2011 года Президент Ильхам Алиев подписал распоряжение о проведении капитального ремонта в доме-музее Народного поэта Самеда Вургуна.

## Экспозиция музея
Дом-музей расположен в здании, построенном в 1896 году.
Дом-музей Самеда Вургуна включает в себя 6 комнат часть которых носят мемориальный характер. Они сохранены в том виде, в каком были при жизни поэта (рабочий кабинет, гостиная и спальня). В остальных трёх комнатах была создана экспозиция, отражающая жизнь, творчество, общественную деятельность и память поэта.

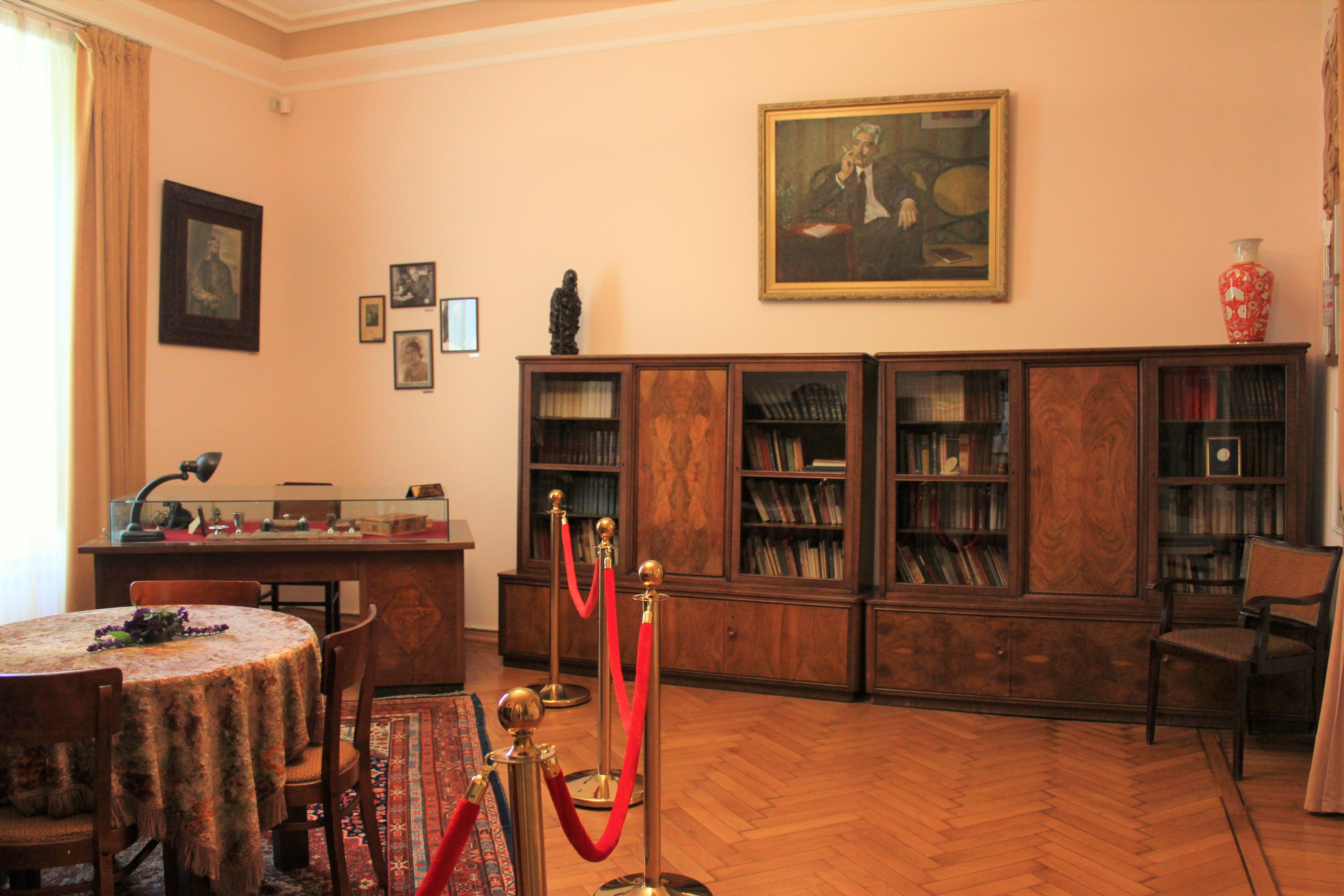
Интерьер кабинета
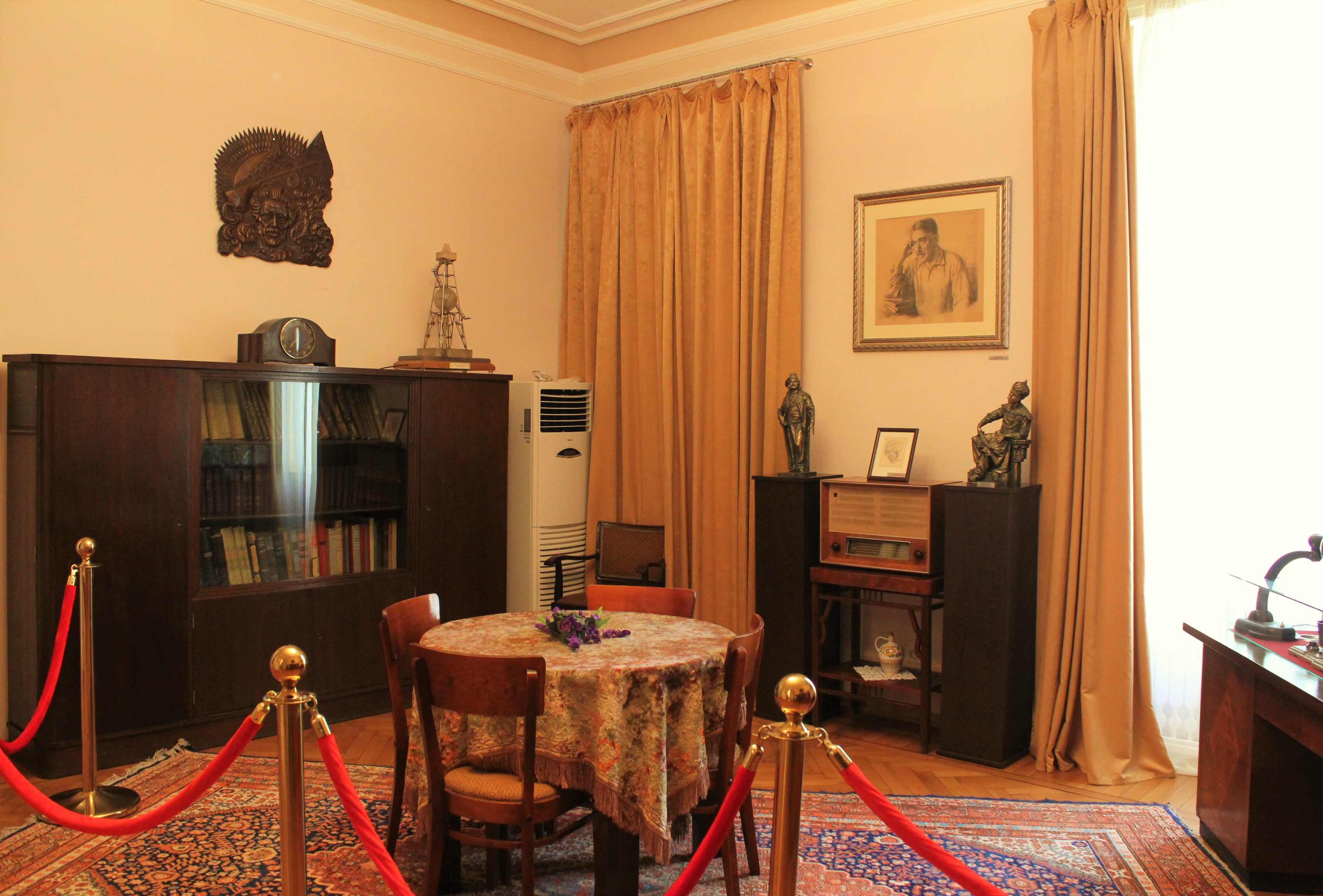
Интерьер кабинета
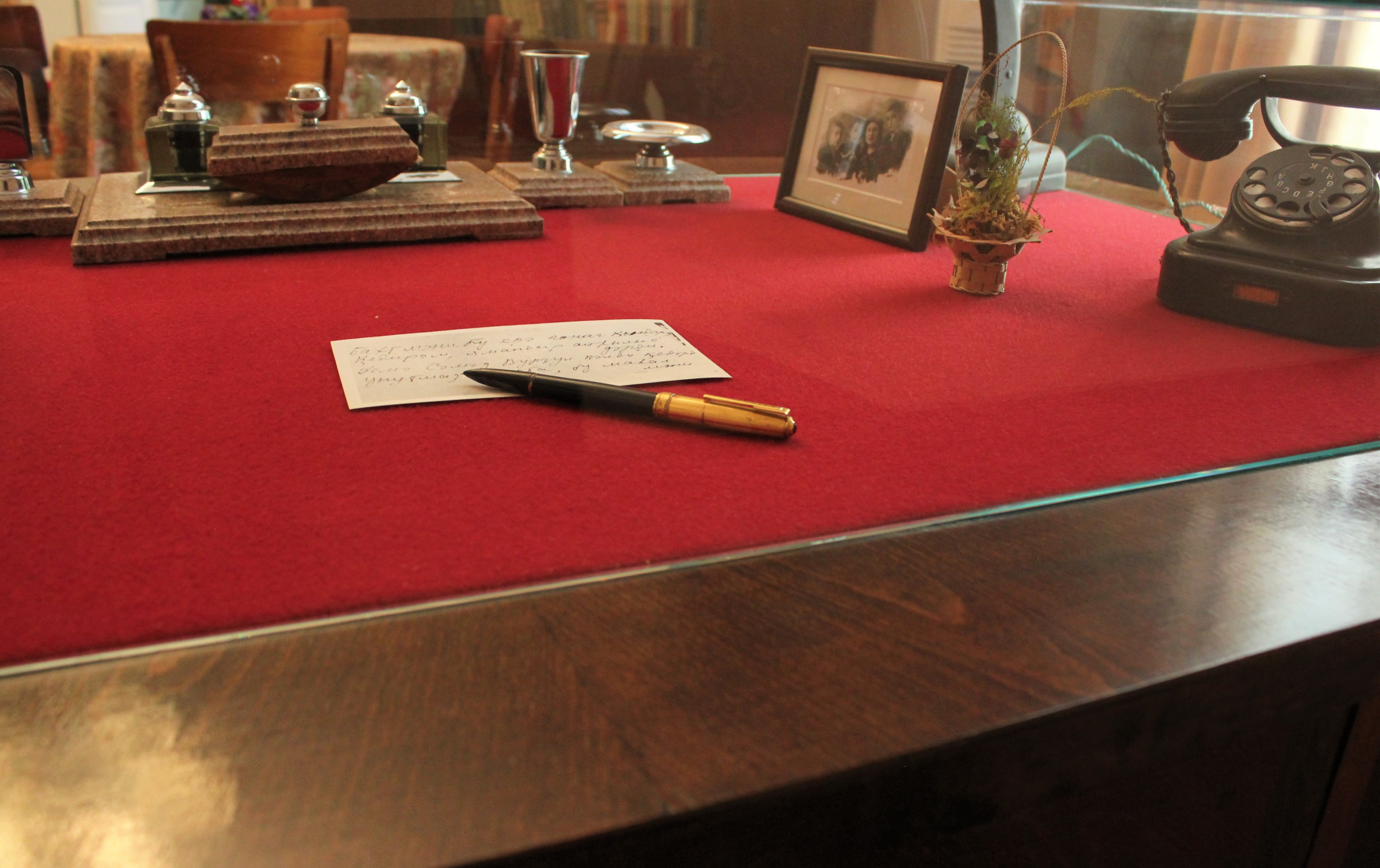
Письменный стол
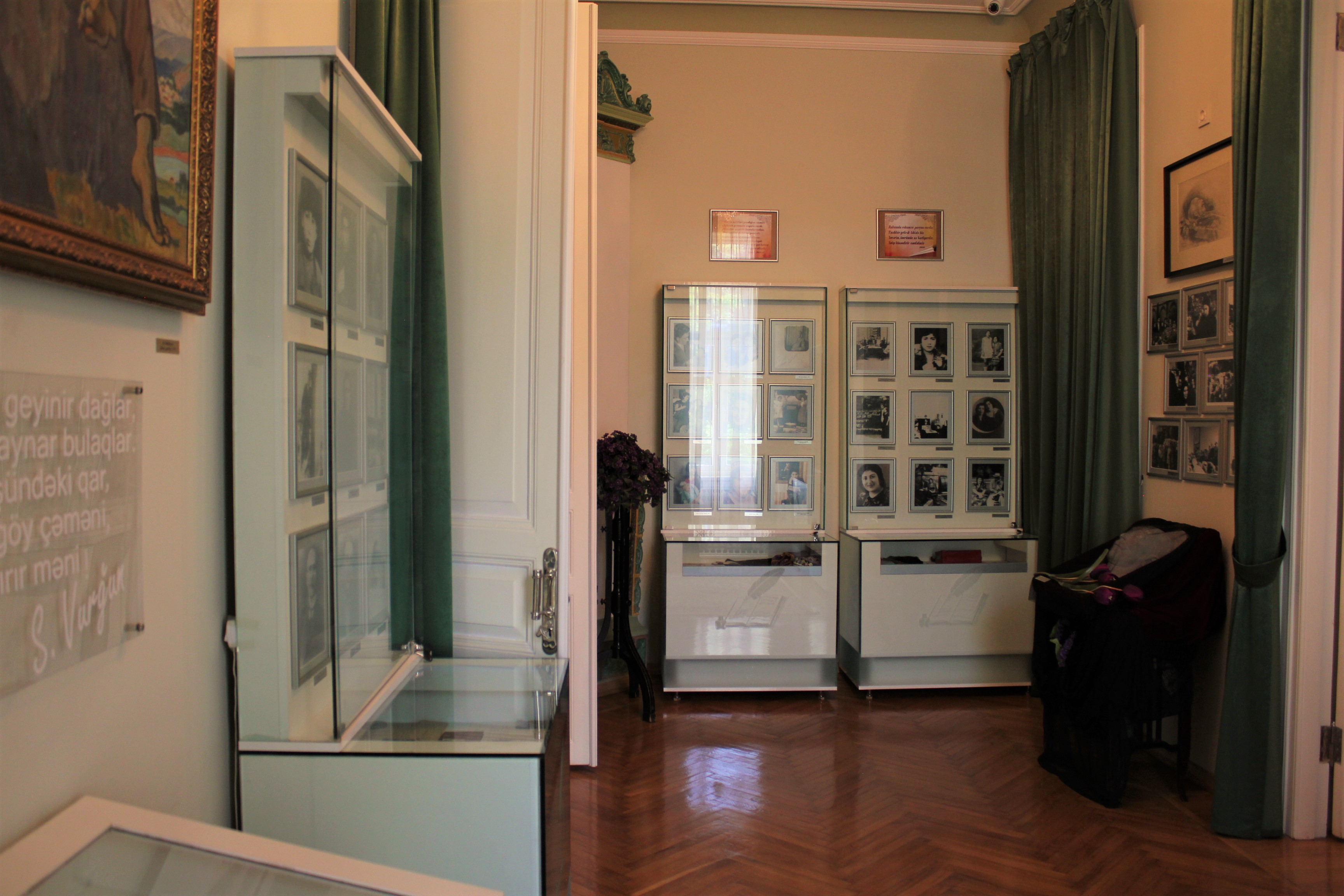
Материалы экспозиционной комнаты отражающие многостороннее творчество Самеда Вургуна
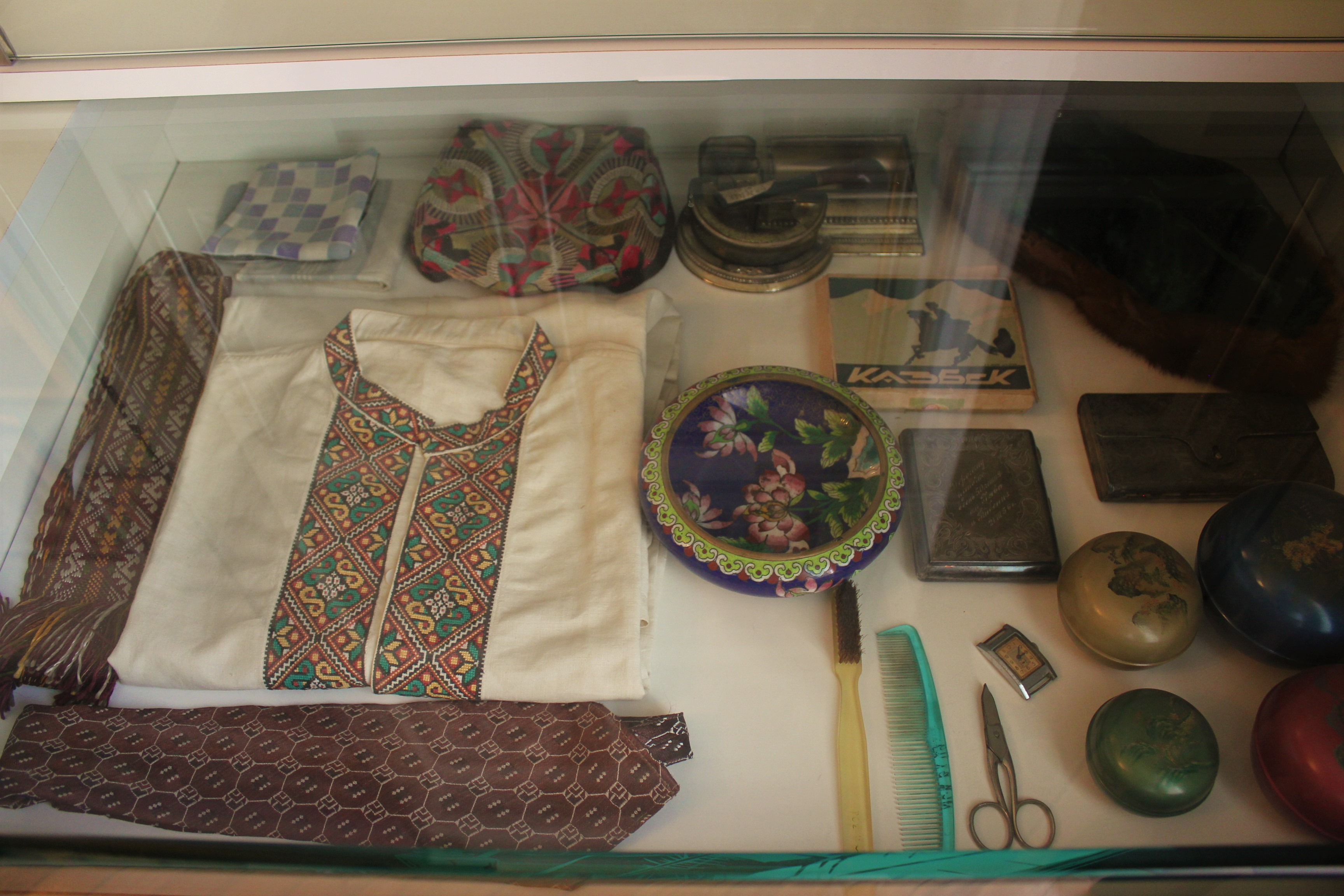
Экспонаты музея. Личные вещи Самеда Вургуна
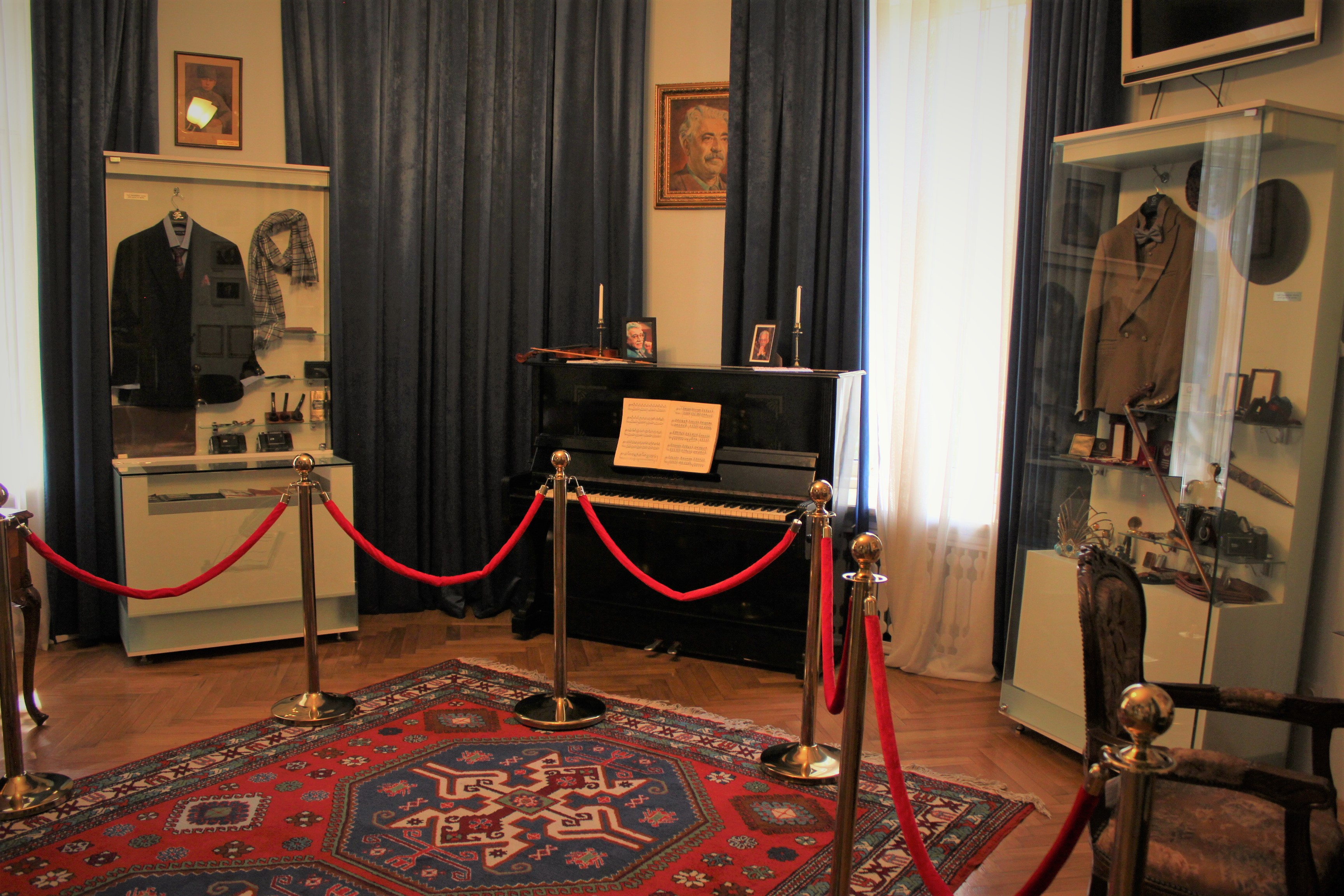
Материалы экспозиционной комнаты посвященные сыновьям Самеда Вургуна. Вагифу Самедоглу и Юсифу Самедоглу
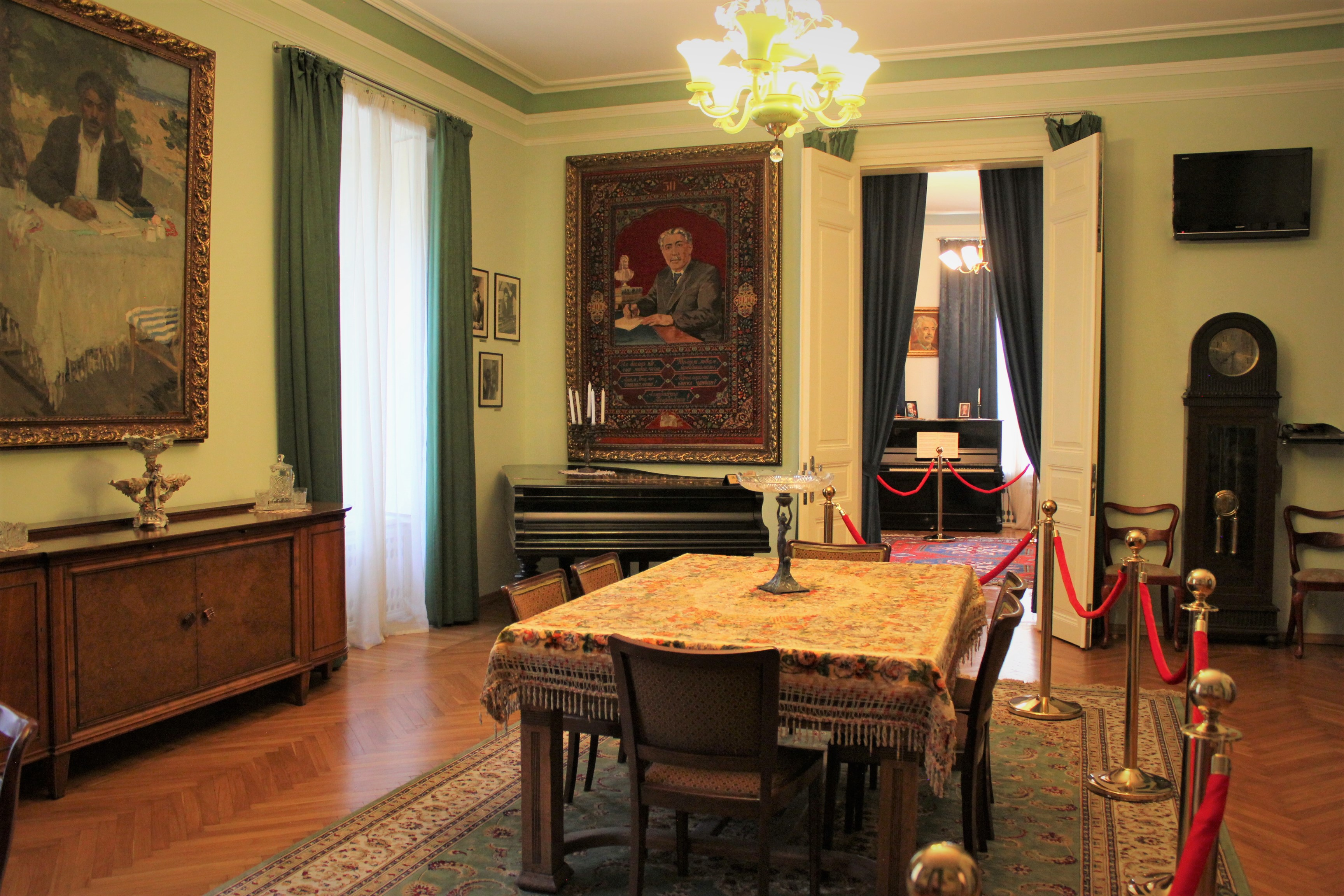
Интерьер гостиной комнаты

## Деятельность музея
Сфера деятельности музея широка. Наряду с массовыми работами дважды в год, 21 марта и 27 мая, проводятся Дни памяти поэта. Традиционный характер здесь также приобрело проведение сборов, посвящённых литературным событиям, юбилеям друзей поэта по перу и историческим дням.

## Директора музея
Хавер Векилова (1975—2006)
Айбениз Векилова (2006—2009)
Айгюн Векилова (2009—2015)
Нушаба Векилова (2016-2022)
Вургун Векилов (2022)